# Az év máltai labdarúgója

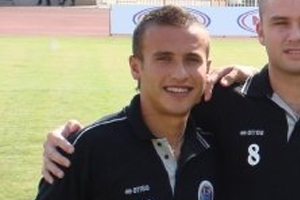
Andrew Cohen négyszer nyerte el a díjat

Az év máltai labdarúgója díjat minden idényben a legjobb teljesítményt nyújtó máltai labdarúgó kapja. A díjat az 1954–55-ös szezon óta osztják ki, a győztest a labdarúgók szakszervezete, a Professzionális Labdarúgók Szövetségének (MFA) a tagjai választják meg. A díjat legtöbbször, négyszer Andrew Cohen (2004–05, 2005–06, 2014–15, 2017–18) nyerte. A legtöbb győztest számláló klub a Hibernians 18 győztessel.

## Győztesek
| Játékos (X) | A játékos neve és hanyadszor nyerte el a díjat abban az idényben (ha nem először). |
| §           | Jelöli, hogy a győztes játékos klubja ugyanazon szezonban máltai bajnok volt.      |

| Idény   | Játékos              | Csapat            | Megjegyzés        |
| ------- | -------------------- | ----------------- | ----------------- |
| 1954–55 | Lolly Debattista     | Floriana§         |                   |
| 1955–56 | Tony Nicholl         | Sliema Wanderers§ |                   |
| 1956–57 | Joe Bonnici          | Sliema Wanderers§ |                   |
| 1957–58 | Joe Cilia            | Valletta          |                   |
| 1958–59 | Alfred Vella James   | Floriana          |                   |
| 1959–60 | Louis Theobald       | Hibernians        |                   |
| 1960–61 | Joe Zammit           | Valletta          |                   |
| 1961–62 | Lolly Borg           | Floriana§         |                   |
| 1962–63 | Edwin Schembri       | Valletta§         |                   |
| 1963–64 | Joe Cilia (2)        | Valletta          |                   |
| 1964–65 | nem volt díjazott    | nem volt díjazott | nem volt díjazott |
| 1965–66 | Ronnie Cocks         | Sliema Wanderers§ |                   |
| 1966–67 | Eddie Theobald       | Hibernians§       |                   |
| 1967–68 | Alfred Debono        | Floriana§         |                   |
| 1968–69 | John Privitera       | Hibernians§       |                   |
| 1969–70 | Joe Cini             | Sliema Wanderers  |                   |
| 1970–71 | Eddie Theobald (2)   | Hibernians        |                   |
| 1971–72 | Edward Darmanin      | Sliema Wanderers§ |                   |
| 1972–73 | Freddie Debono       | Valletta          |                   |
| 1973–74 | Willie Vassallo      | Floriana          |                   |
| 1974–75 | Eddie Vella          | Valletta          |                   |
| 1975–76 | John Holland         | Floriana          |                   |
| 1976–77 | Raymond Xuereb       | Floriana§         |                   |
| 1977–78 | John Holland (2)     | Floriana          |                   |
| 1978–79 | Ġużi Xuereb          | Hibernians§       |                   |
| 1979–80 | Norman Buttigieg     | Hibernians        |                   |
| 1980–81 | Emanuel Fabri        | Sliema Wanderers  |                   |
| 1981–82 | Ernest Spiteri-Gonzi | Hibernians§       |                   |
| 1982–83 | Carmel Busuttil      | Rabat Ajax        |                   |
| 1983–84 | Charles Muscat       | Żurrieq           |                   |
| 1984–85 | Leonard Farrugia     | Valletta          |                   |
| 1985–86 | Carmel Busuttil (2)  | Rabat Ajax§       |                   |
| 1986–87 | Raymond Vella        | Ħamrun Spartans§  |                   |
| 1987–88 | John Buttigieg       | Sliema Wanderers  |                   |
| 1988–89 | Charles Scerri       | Hibernians        |                   |
| 1989–90 | Michael Degorgio     | Ħamrun Spartans   |                   |
| 1990–91 | Raymond Vella (2)    | Ħamrun Spartans§  |                   |
| 1991–92 | Nicky Saliba         | Valletta§         |                   |
| 1992–93 | Joe Brincat          | Ħamrun Spartans   |                   |
| 1993–94 | Silvio Vella         | Rabat Ajax        |                   |
| 1994–95 | Michael Woods        | Hibernians§       |                   |
| 1995–96 | Noel Turner          | Sliema Wanderers§ |                   |
| 1996–97 | Gilbert Agius        | Valletta§         |                   |
| 1997–98 | Mario Muscat         | Hibernians        |                   |
| 1998–99 | Nicky Saliba (2)     | Valletta§         |                   |
| 1999–00 | Ernest Barry         | Sliema Wanderers  |                   |
| 2000–01 | Gilbert Agius (2)    | Valletta§         |                   |
| 2001–02 | Adrian Mifsud        | Hibernians§       |                   |
| 2002–03 | Noel Turner (2)      | Sliema Wanderers§ |                   |
| 2003–04 | Stefan Giglio        | Sliema Wanderers§ |                   |
| 2004–05 | Andrew Cohen         | Hibernians        |                   |
| 2005–06 | Andrew Cohen (2)     | Hibernians        |                   |
| 2006–07 | Kevin Sammut         | Marsaxlokk§       |                   |
| 2007–08 | Gilbert Agius (3)    | Valletta§         |                   |
| 2008–09 | Clayton Failla       | Hibernians§       |                   |
| 2009–10 | Shaun Bajada         | Birkirkara§       | [ 1 ]             |
| 2010–11 | Roderick Briffa      | Valletta§         | [ 2 ]             |
| 2011–12 | Clayton Failla (2)   | Hibernians        | [ 3 ]             |
| 2012–13 | Paul Fenech          | Birkirkara§       | [ 4 ]             |
| 2013–14 | Ryan Fenech          | Valletta§         | [ 5 ]             |
| 2014–15 | Andrew Cohen (3)     | Hibernians§       | [ 6 ]             |
| 2015–16 | Roderick Briffa (2)  | Valletta§         |                   |
| 2016–17 | Bjorn Kristensen     | Hibernians§       |                   |
| 2017–18 | Andrew Cohen (4)     | Gżira United      | [ 7 ]             |
| 2018–19 | Andrei Agius         | Hibernians        | [ 8 ]             |

## Győztesek klubonként
| Klub             | Győzelmek | Idények |
| ---------------- | --------- | --- |
| Hibernians       | 18        | 1959–60, 1966–67, 1968–69, 1970–71, 1978–79, 1979–80, 1981–82, 1988–89, 1994–95, 1997–98, 2001–02, 2004–05, 2005–06, 2008–09, 2011–12, 2014–15, 2016–17, 2018–19 |
| Valletta         | 15        | 1957–58, 1960–61, 1962–63, 1963–64, 1972–73, 1974–75, 1984–85, 1991–92, 1996–97, 1998–99, 2000–01, 2007–08, 2010–11, 2013–14, 2015–16                            |
| Sliema Wanderers | 11        | 1955–56, 1956–57, 1965–66, 1969–70, 1971–72, 1980–81, 1987–88, 1995–96, 1999–00, 2002–03, 2003–04                                                                |
| Floriana         | 8         | 1954–55, 1958–59, 1961–62, 1967–68, 1973–74, 1975–76, 1976–77, 1977–78                                                                                           |
| Ħamrun Spartans  | 4         | 1986–87, 1989–1990, 1990–91, 1992–93 |
| Rabat Ajax       | 3         | 1982–83, 1985–86, 1993–94 |
| Birkirkara       | 2         | 2009–10, 2012–13 |
| Żurrieq          | 1         | 1983–84 |
| Marsaxlokk       | 1         | 2006–07 |
| Gżira United     | 1         | 2017–18 |